# Fronteira Tanzânia–Uganda
A fronteira entre Tanzânia e Uganda é uma linha de 765 km, na direção leste-oeste que separa o Uganda do território da Tanzânia que lhe fica ao sul.

## Descrição

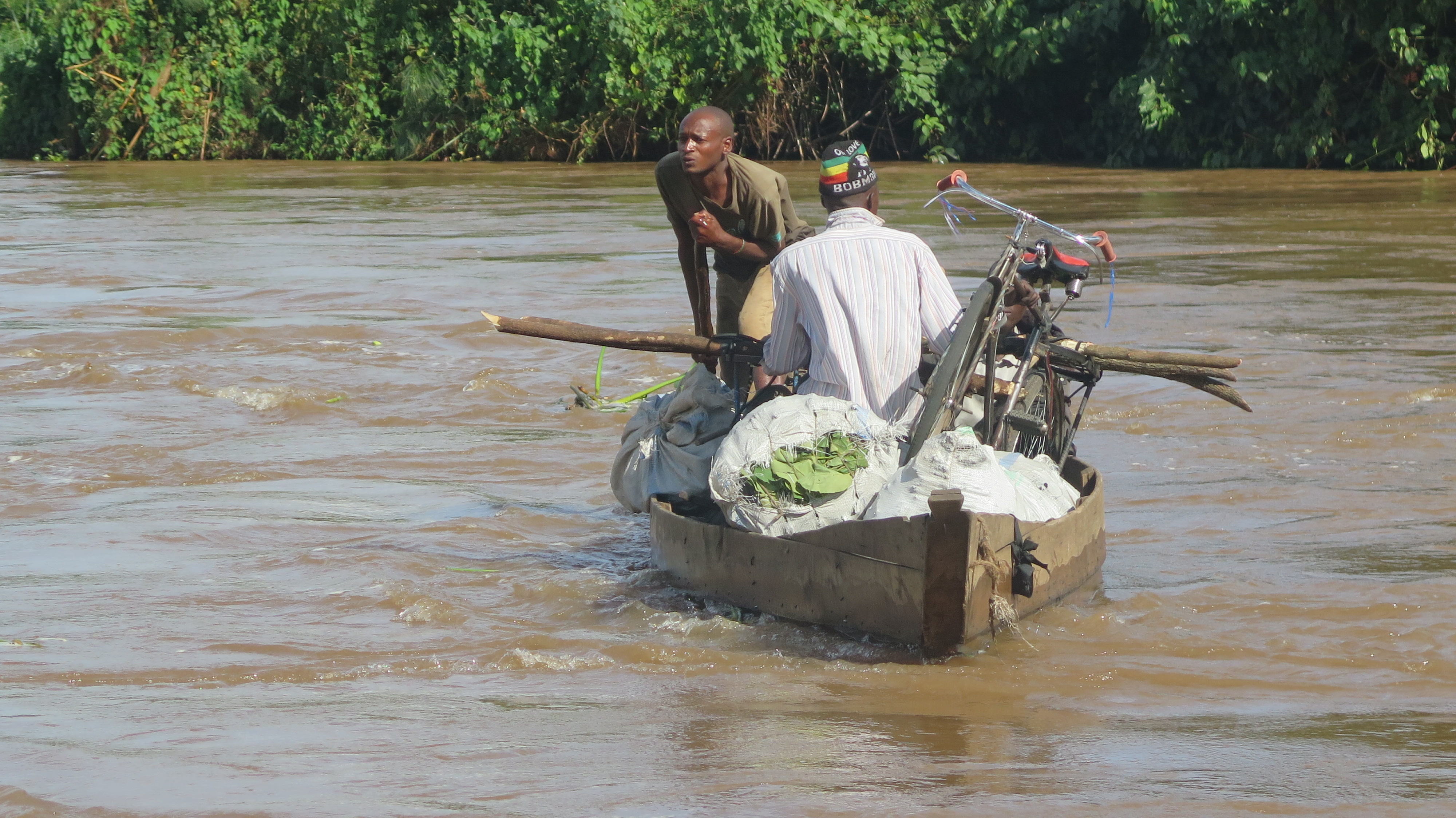
Fronteira Tanzânia-Uganda no Rio Kagera.

A linha fronteiriça vai da fronteira tríplice dos dois países e Ruanda a oeste e segue o Rio Kagera por cerca de 60 km para o leste. Daí em diante é uma linha retilínea nivelada pouco ao norte do paralelo 1 S, cuja maior parte está dentro do Lago Vitória, onde vai até o outro ponto tríplice, Uganda-Tanzânia-Quênia.